# NGC 5019
NGC 5019 је спирална галаксија у сазвежђу Девица која се налази на NGC листи објеката дубоког неба.
Деклинација објекта је + 4° 43' 45" а ректасцензија 13h 12m 42,5s. Привидна величина (магнитуда) објекта NGC 5019 износи 13,7 а фотографска магнитуда 14,5. NGC 5019 је још познат и под ознакама UGC 8288, MCG 1-34-9, CGCG 44-27, IRAS 13101+0459, PGC 45885.